# Phong Thượng Vương
Phong Thượng Vương (mất 300, trị vì 292–300) là vị quốc vương thứ 14 của Cao Câu Ly, vương quốc cực bắc trong Tam Quốc Triều Tiên. Ông là con trai cả của Tây Xuyên Vương.
Từ khi còn trẻ, ông được kể là ngạo mạn và phóng đãng, đầy ngờ vực và ghen tị. Sớm sau khi kế vị, Phong Thượng Vương đã buộc tội thúc phụ thân thiết là Cap Đạt Giả (Go Dal-ga, tức An Quốc Quân) vào tội phản nghịch và xử tử.
Vào tháng 8 âm lịch năm 293, tù trưởng Tiên Ti là Mộ Dung Hối xâm lược Cao Câu Ly. Phong Thượng Vương chạy đến núi Tân Thành (Sinseong). Tiểu huynh (sohyeong) ở phía bắc tức Cao Nô Tử (Go No-ja), dẫn theo 500 kị binh đến chỗ quốc vương, và đã đánh bại quân Tiên Ti. Phong Thượng Vương thăng Cao Nô Tử làm đại huynh (daehyeong), mộ ví trí đứng hàng thứ 5, cho ông đất Hộc Lâm (Gongnim) làm lãnh địa.
Tháng sau, quốc vương lọ sợ rằng người đệ là Cao Đốt Cố (Go Dol-go) có mưu đồ tranh quyền, và buộc ông phải tự tử. Con trai của Đốt Cố, về sau là Mỹ Xuyên Vương đã chạy trốn và bảo toàn được mạng sống. Vào tháng 9 năm 296, Mộ Dung Hối xâm lược một lần nữa song lại bị đẩy lui.
Tháng sau, một ctraanj sương giá và mưa đá đã phá hủy các cây trồng, nhưng nhà vua vẫn xúc tiến việc tái thiết cung điện, người dân do vậy vô cùng oán thán. Phong Thượng Vương không nghe lời khuyên bảo của cận thần, và cũng không chăm lo đến người dân.
Cuối cùng, các cận thần của ông tiến hành chính biến vào tháng 8 âm lịch năm 300. Phong Thựng Vương cùng hai vương tử tự sát. Các cận thần tìm thấy công tử đã đào thoát và tôn ông làm Mỹ Xuyên Vương.